# Lorí
|  | Per a altres significats, vegeu «Lorins». |

Lorí (en armeni: Լոռի) és una antiga ciutat armènia situada al nord de l'actual República, al marz de Lorí. Fundada a la primeria del segle xi, fou la capital del Regne korikain de Lorí de l'any 1050 ençà. La ciutat va existir fins al segle xviii, abans de tornar a l'estat de poble, que fou abandonat a començaments del segle xx.
Lori es troba al territori de la comunitat moderna de Lorri Berd ('ciutadella de Lorri'), a 5 km al nord-est de la ciutat de Stepanavan al marz de Lorí; en l'època medieval, pertanyia al cantó de Tashir, a la històrica província armènia de Gugaq.
Les seues ruïnes són en un pujol de difícil accés format pel riu Dzoraget i un dels seus afluents, el Miskhana.

## Història
Entre el 1010 i el 1020 David I Anholin, membre de la branca més jove dels Bagratuní, va fundar Lorí i regnà sobre el Tachir-Dzoraget (aleshores Regne de Lorri), que es trobava en el seu moment àlgid. Va esdevenir-ne la capital l'any 1050 sota el regnat del fill de David, Gurguèn II de Lorí. Fou un important centre de comerç i artesania, i al segle XIII tenia entre 12 i 15.000 habitants. La capital, però, fou saquejada pels seljúcides el 1105, al mateix temps que els monestirs reials de Hakhpat i Sanahín, i fou abandonada el 1113 en benefici de Tavush pels fills del darrer rei, Gurguén II.
David IV de Geòrgia prengué la ciutat el 1118 o 1123, i la va donar com a feu als Liparits-Orbeliani, fins al 1176-1177. Després d'una rebel·lió de 208 dies, fou reconquerida i oferta als zacàrides i integrada dins la Armènia zacàrida. Va tornar a la prosperitat, però tornà a ser saquejada el 1225-30 per la dinastia Anuixtigínida de Jalal ad-Din Mangubertí; més tard va caure, el 1236, en mans dels mongols, que també la van saquejar.
Al segle xiv, Lorí s'incorporà a les possessions dels Liparits-Orbeliani de Siunik, abans de ser presa a la segona meitat del segle XV per Uzun Hasan d'Aq Qoyunlu, que hi va erigir una mesquita. La ciutat va passar llavors a mans dels otomans i safàvides durant els segles XVI i XVII.
A la fi del segle xviii, Lorí tornà a la condició de poble, abans de ser abandonada durant el 1926 - 1930.

## Ruïnes
Les ruïnes de la ciutat s'estenen per una superfície de 35 ha i la Universitat Estatal d'Erevan les va excavar durant el 1966-1974. Té una muralla interior de 9 ha que n'envolta la ciutadella.

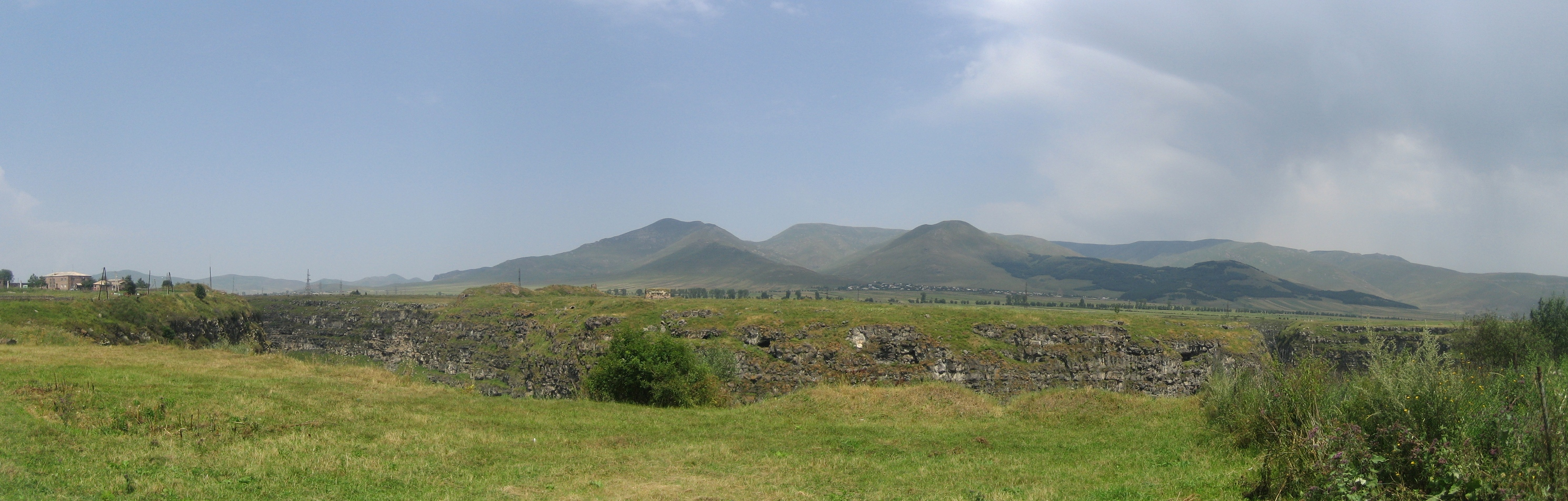
Vista general